# Heinrich Johann Nepomuk von Crantz

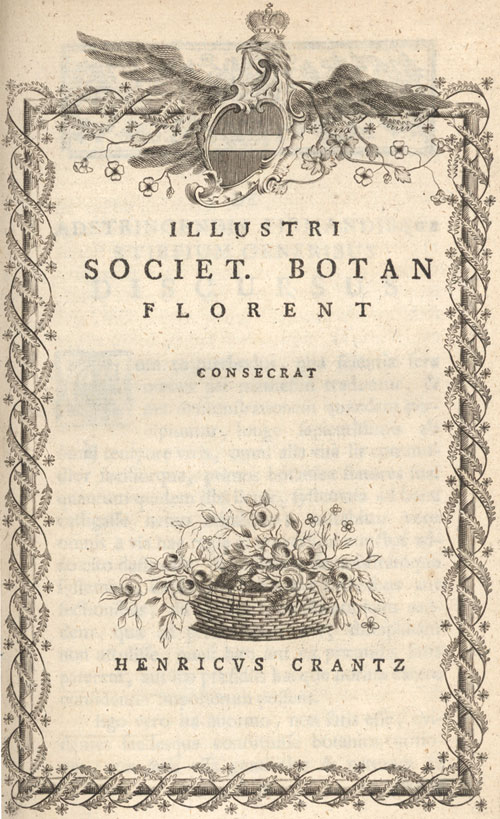
Strona tytułowa dzieła Crantza Classis cruciformium emendata cum figuris aeneis in necessarium instit. rei herbariae supplementum (1769)

Heinrich Johann Nepomuk von Crantz (ur. 1722, zm. 1799) – austriacki lekarz położnik i botanik, jeden z pionierów położnictwa wiedeńskiego, wieloletni wykładowca fizjologii i materia medica na Uniwersytecie Wiedeńskim.

## Życiorys
Urodził się 25 listopada 1722 w Roodt-sur-Eisch w Luksemburgu, gdzie jego ojciec Pierre był właścicielem ziemskim.
Studiował w Wiedniu u Gerarda van Swieten (1700–1772) i jako pierwszy z jego studentów otrzymał w 1750 doktorat na Uniwersytecie Wiedeńskim. Następnie wyjechał w podróż naukową do Paryża i Londynu, gdzie studiował położnictwo u André Levreta (1703–1780) i Nicolasa Puzos (1686–1753). W 1754 powrócił do Wiednia, gdzie został wykładowcą (łac. lector artis obstetriciae, dosł. nauczyciel sztuki położnictwa) w tamtejszym szpitalu Sankt Marx. Jako naukowiec i jeden z pionierów wiedeńskiego położnictwa zalecał, wzorem Levreta, stosowanie szczypiec w miejsce dotychczas popularnych ostrych narzędzi chirurgicznych, promował także edukację położniczą. Opublikował cenioną monografię na temat pęknięcia macicy.
Był dwukrotnie żonaty, pierwszą żoną była Anna Susanne Petrasch z Wiednia (zm. 1769), drugą została aktorka teatralna Magdalena de Tremon (1748–1809). Z obu małżeństw doczekał się dwóch synów i córki.
Po śmierci Melchiora Störcka w 1756, Cranz przejął jego katedrę fizjologii i materia medica na uniwersytecie, natomiast swoje dotychczasowe stanowisko przekazał Valentinowi Lebmacherowi. Prowadził rozległe badania w dziedzinie chemii, botaniki i właściwości źródeł wód mineralnych, jednak pozostał znany przede wszystkim jako położnik.
W 1774 przeszedł na emeryturę i wyjechał do własnej posiadłości w Judenburgu w Styrii, gdzie zmarł 18 stycznia 1799.
Rodzaj roślinny Crantzia (ostrojowate) został nazwany na jego cześć przez Thomasa Nuttalla.

## Dzieła
Dzieła jego autorstwa to m.in.:
- Heinrich Johann Nepomuk von Crantz, Commentarius de rupto in partus doloribus a foetu utero, Lipsia: J.P. Kraus, 1756 [dostęp 2017-12-06] (łac.). Brak numerów stron w książce
- Heinrich J.N. Crantz, Einleitung in eine wahre und gegründete Hebammenkunst, digital.slub-dresden.de, 1756 [dostęp 2017-12-06] (niem.).
- Heinrich Johann Nepomuk Crantz, Materiae medicae et chirurgicae iuxta Systema Naturae digesta, t. 1–3, 1762–1765. Brak numerów stron w książce
- Heinrich Johann Nepomuk von Crantz, Stirpium Austriacarum fasciculus, Vienna: J. Kurtzböck, 1762 (łac.). Brak numerów stron w książce
- Heinrich Johann Nepomuk Crantz, Institutiones rei herbariae: juxta nutum natur naturae digestae ex habitu, Vienna 1766 [dostęp 2017-12-06] (łac.). Brak numerów stron w książce
- Heinrich Johann Nepomuk von Crantz, Henrici Joa. Nepom. Crantz ... Classis Umbelliferarum: emendata cum generali seminum tabula et figuris aeneis in necessarium Instit. rei herbar. supplementum, Impensis J. P. Kraus, 1767 [dostęp 2017-12-06] (łac.). Brak numerów stron w książce
- Heinrich Johann Nepomuk von Crantz, Franz Xaver Hartmann, Primarum linearum institutionum botanicarum clarissimi viri Crantzii editio altera, 1767 [dostęp 2017-12-06] (ang.).
- Heinrich Johann Nepomuk von Crantz, De duabus draconis arboribus botanicorum cum figuris æneis partium fructificationis, duorumque novorum generum constitutione., Viennæ., 1768 [dostęp 2017-12-06]. Brak numerów stron w książce
- Heinrich Johann Nepomuk von Crantz, De duabus draconis arboribus botanicorum cum figuris æneis partium fructificationis, duorumque novorum generum constitutione, Viennæ 1768 (łac.). Brak numerów stron w książce
- Heinrich Crantz, Gesundbrunnen der Oesterreichischen Monarchie, Wien 1777 [dostęp 2017-12-06] (niem.). Brak numerów stron w książce
- Medicinisch-chirurgische Arzneimittellehre. Wien 1785